# Belisario Quevedo (Cotopaxi)
Belisario Quevedo ist eine Ortschaft und eine Parroquia rural („ländliches Kirchspiel“) im Kanton Latacunga der ecuadorianischen Provinz Cotopaxi. Die Parroquia besitzt eine Fläche von 49,84 km². Die Einwohnerzahl lag im Jahr 2010 bei 6359.

## Lage
Die Parroquia Belisario Quevedo liegt im Andenhochtal von Zentral-Ecuador südöstlich der Provinzhauptstadt Latacunga. Das Verwaltungsgebiet wird im Nordwesten vom Río Illuchi begrenzt, im Südwesten vom Río Cutuchi. Im Südwesten reicht die Parroquia bis zur Mündung des Río Isinche. Der 2770 m hoch gelegene Hauptort befindet sich 7 km südsüdöstlich der Provinzhauptstadt Latacunga.
Die Parroquia Belisario Quevedo grenzt im Westen und im Norden an die Parroquia urbana Ignacio Flores (im Municipio von Latacunga) sowie im Süden an die Parroquias San Miguel und Mulliquindil (beide im Kanton Salcedo).

## Orte und Siedlungen
Die Parroquia Belisario Quevedo besteht aus folgenden Barrios:
- Barrio Centro
- Chávez Pamba
- Culaguango Centro
- Forastero
- Galpón Loma
- Guanailín
- Guanailín Batallas
- La Cangagua
- La Compañía
- La Dolorosa
- La Merced
- Manzanapamba
- Miravalle
- Pishicapamba
- San Miguel
- San Antonio
- San Francisco
- San Luis
- Tunducama

Ferner gibt es folgende Comunidades:
- Chaupi Contadero / San Lorenzo
- Illuchi
- Porterillos
- Santa Rosa

## Geschichte
Die Parroquia Belisario Quevedo wurde am 6. August 1936 gegründet.